# Cnemoplites flavipilis
Cnemoplites flavipilis là một loài bọ cánh cứng trong họ Cerambycidae.